# Діденайм
Дідена́йм (фр. Didenheim) — колишній муніципалітет у Франції, у регіоні Гранд-Ест, департамент Верхній Рейн. Населення — 1743 осіб (2011).
Муніципалітет був розташований на відстані близько 390 км на схід від Парижа, 105 км на південь від Страсбура, 45 км на південь від Кольмара.

## Історія
До 2015 року муніципалітет перебував у складі регіону Ельзас. Від 1 січня 2016 року належав до нового об'єднаного регіону Гранд-Ест.
1 січня 2016 року Діденайм і Бренстат було об'єднано в новий муніципалітет Бренстат-Діденайм.

## Демографія
Динаміка населення (INSEE ):
Розподіл населення за віком та статтю (2006):
| Стать | Всього | До 15 років | 15-24 | 25-44 | 45-64 | 65-85 | Понад 85 |
| --- | ------ | ----------- | ----- | ----- | ----- | ----- | -------- |
| Чоловіки | 859    | 132         | 92    | 244   | 239   | 152   | 0        |
| Жінки | 828    | 140         | 84    | 208   | 232   | 152   | 12       |
| \| Статево-вікова піраміда \| Статево-вікова піраміда \| Статево-вікова піраміда \| \| ----------------------- \| ----------------------- \| ----------------------- \| \| Чоловіки \| Вік \| Жінки \| \| 0 \| 85 + \| 12 \| \| 28 \| 80-84 \| 24 \| \| 36 \| 75-79 \| 44 \| \| 44 \| 70-74 \| 48 \| \| 44 \| 65-69 \| 36 \| \| 52 \| 60-64 \| 56 \| \| 44 \| 55-59 \| 48 \| \| 91 \| 50-54 \| 68 \| \| 52 \| 45-49 \| 60 \| \| 64 \| 40-44 \| 64 \| \| 72 \| 35-39 \| 44 \| \| 68 \| 30-34 \| 48 \| \| 40 \| 25-29 \| 52 \| \| 32 \| 20-24 \| 36 \| \| 60 \| 15-20 \| 48 \| \| 48 \| 10-14 \| 44 \| \| 36 \| 5-9 \| 44 \| \| 48 \| 0-4 \| 52 \| |        |             |       |       |       |       |          |
| Статево-вікова піраміда |        |             |       |       |       |       |          |
| Чоловіки | Вік    | Жінки       |       |       |       |       |          |
| 0 | 85 +   | 12          |       |       |       |       |          |
| 28 | 80-84  | 24          |       |       |       |       |          |
| 36 | 75-79  | 44          |       |       |       |       |          |
| 44 | 70-74  | 48          |       |       |       |       |          |
| 44 | 65-69  | 36          |       |       |       |       |          |
| 52 | 60-64  | 56          |       |       |       |       |          |
| 44 | 55-59  | 48          |       |       |       |       |          |
| 91 | 50-54  | 68          |       |       |       |       |          |
| 52 | 45-49  | 60          |       |       |       |       |          |
| 64 | 40-44  | 64          |       |       |       |       |          |
| 72 | 35-39  | 44          |       |       |       |       |          |
| 68 | 30-34  | 48          |       |       |       |       |          |
| 40 | 25-29  | 52          |       |       |       |       |          |
| 32 | 20-24  | 36          |       |       |       |       |          |
| 60 | 15-20  | 48          |       |       |       |       |          |
| 48 | 10-14  | 44          |       |       |       |       |          |
| 36 | 5-9    | 44          |       |       |       |       |          |
| 48 | 0-4    | 52          |       |       |       |       |          |

## Економіка
2010 року серед 1078 осіб працездатного віку (15—64 років) 816 були активними, 262 — неактивними (показник активності 75,7%, у 1999 році було 68,3%). З 816 активних мешканців працювала 731 особа (384 чоловіки та 347 жінок), безробітними було 85 (47 чоловіків та 38 жінок). Серед 262 неактивних 77 осіб було учнями чи студентами, 79 — пенсіонерами, 106 були неактивними з інших причин.

У 2010 році в муніципалітеті числилось 725 оподаткованих домогосподарств, у яких проживали 1735,5 особи, медіана доходів виносила 22 881 євро на одного особоспоживача